# Veenpark

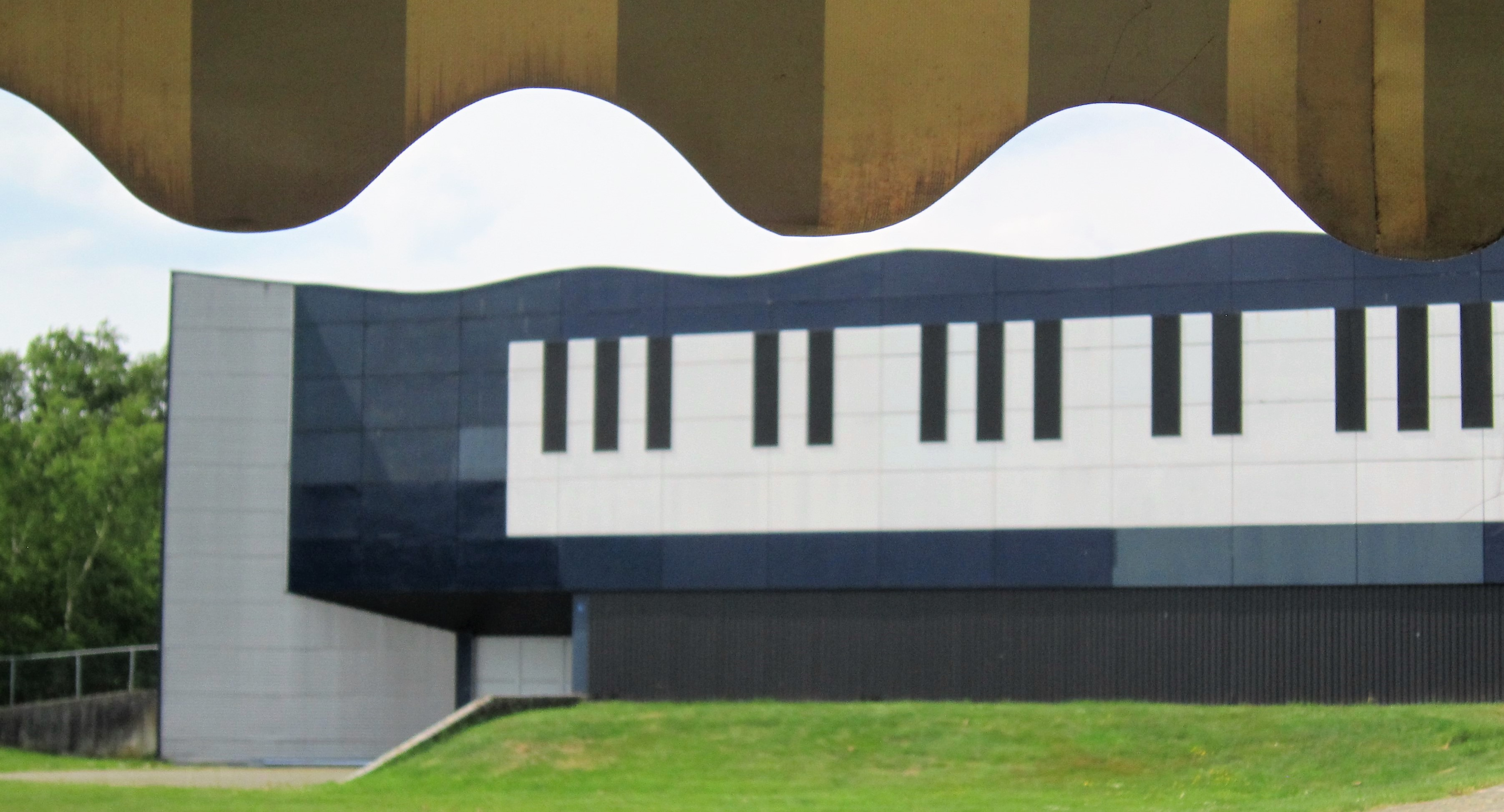
Harmoniummuseum (2018), inzwischen geschlossen

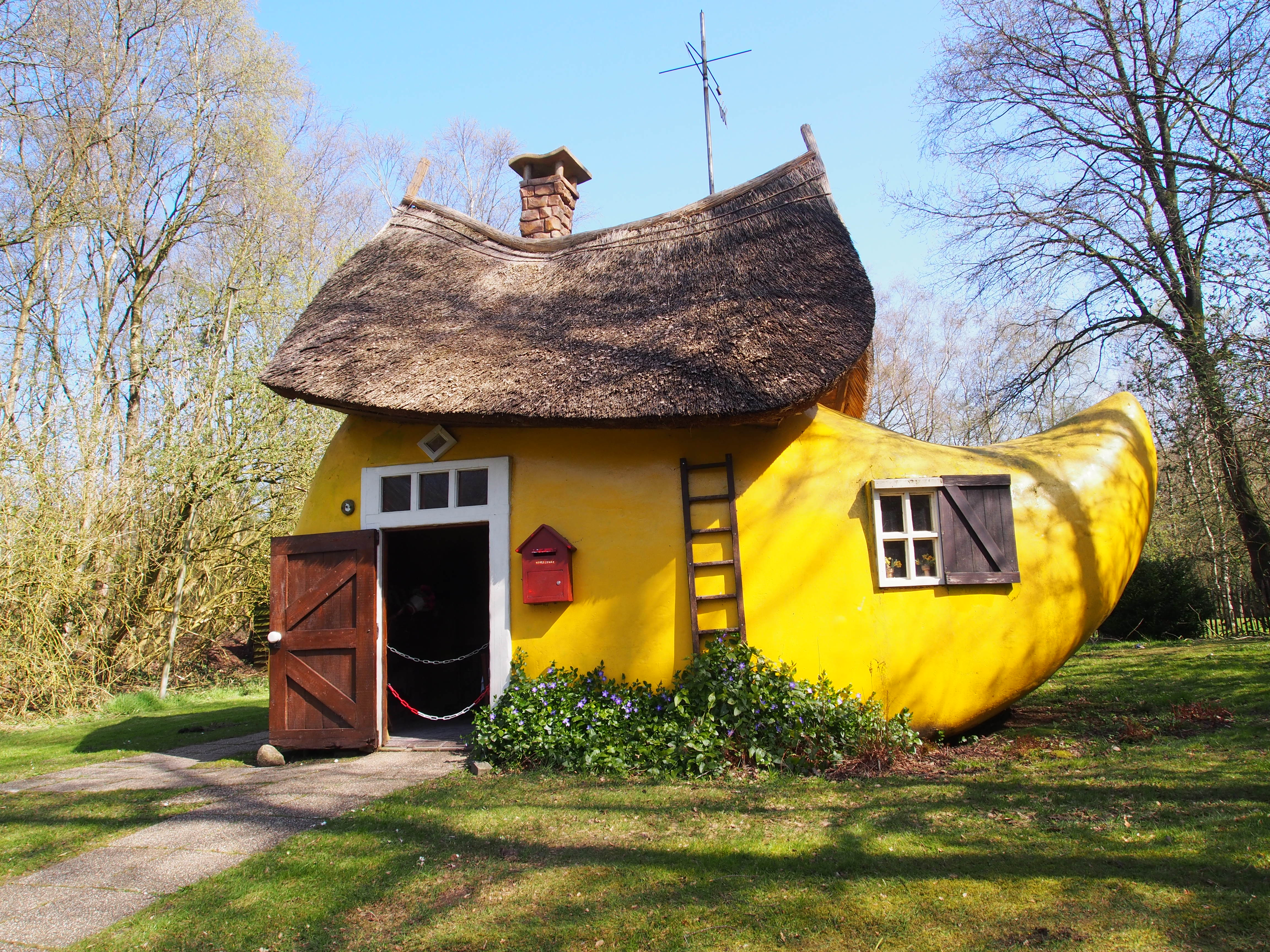
Haus von Alfred J. Kwak (2015)

Das Museum Veenpark ist ein Freilichtmuseum in Barger-Compascuum (Gemeinde Emmen), Drenthe, Niederlande. Mit einer Fläche von 160 ha einschließlich des nur von der Feldbahn aus erreichbaren Außengeländes gehört es zu den größten Freilichtmuseen Europas.

## Geschichte
Das Museum wurde im Jahre 1966 unter dem Namen „’t Aole Compas. Nationaale Veenpark“ gegründet. Das unmittelbar an den Park angrenzende Moordorf Barger-Compascuum feierte in diesem Jahr sein hundertjähriges Bestehen. Bei dieser Gelegenheit wurden einige Moorkaten rekonstruiert und möbliert. Für den Park wurden das alte Moordorf ’t Aole Compas und die neuere Siedlung Bargermond rekonstruiert; vor allem auf dem Freigelände zeigt das Museum die Geschichte der Torfgewinnung in verschiedenen Zeitabschnitten. Das Freilichtmuseum erstreckt sich heute über insgesamt 160 ha.
Die erste Ausstellung in den 1960er Jahren wirkte wie ein Magnet und viele alte Werkzeuge und Geräte wurden für das Museum gespendet. Dank der vorübergehenden Unterstützung der Regierung konnte auch die Zahl der aufgebauten Häuser immer weiter vergrößert werden. Diese Unterstützung wurde jedoch in den Folgejahren stetig reduziert.
1993 wurde das Gebäude „Aart's Paradijs“ auf dem Parkgelände eröffnet. Das Gebäude hatte auf der Floriade 1992 in Zoetermeer die Wohnung des Erdwurms Aart gebildet und war in den Veenpark verlegt worden. Von 1994 bis 1996 nannte sich der Park in Anspielung auf die Floriade „Aards Paradijs“. Das Gesamtkonzept scheiterte jedoch 1996. Das auch als „Kindertheater“ bezeichnete Gebäude „Aart's Paradijs“ wurde in das Niederländische Harmoniummuseum umgebaut, das von 2001 bis zu seiner Auflösung 2024 existierte; die Sammlung befindet sich seitdem in Depots anderer Museen.
Laut RTV Drenthe versuchte der Veenpark 2006, das 1999 auf dem Gelände aufgestellte „Holzschuhhaus des Alfred J. Kwak“ „loszuwerden“, da angeblich das Haus nicht für zusätzliche Besucher und damit Einnahmen sorge. Hintergrund für die Aufstellung des Hauses ist (neben dem Engagement Herman van Veens für den Park im Jahr 1999) der letztlich missglückte Versuch der Parkdirektion, Reste des Konzepts „Aart's Paradijs“ zu retten, d. h. auf dem Parkgelände Veranstaltungen zur Kinderunterhaltung anzubieten. Das Kwak-Haus steht seit etwa 2021 nicht mehr im Veenpark. Für die Jahre 2025–2029 sind Umbauten und ist eine mehr museale Einrichtung des Parks geplant, damit der Veenpark eine offizielle Anerkennung als Museum erhält und damit zusammenhängende Subventionen beantragen darf.
Seit 2013 können Sportboote den Veenparkkanaal als Teilabschnitt der Veenvaart auf ihrem Weg von Erica nach Ter Apel benutzen. Bootsmannschaften können im Veenpark zum Übernachten anlegen.

## Sehenswertes
Die Kolonistensiedlung ’t Aole Compas mit Plaggenhütten steht für die Zeit Anfang der 1870er Jahre. Im Dorf Bargermond wird in der zweiten Hälfte des 19. Jahrhunderts der Zeitabschnitt von 1920 bis 1966 dargestellt. Das Dorf umfasst u. a. eine Kirche, eine Kneipe, eine Schule, eine Mühle, eine Bäckerei und eine Schmiede.
Im Eingangsgebäude werden in der Dauerausstellung Veenomenale Hondsrug die Geschichte des Moors und des Torfabbaus unterhalb des Höhenrückens Hondsrug sowie der Anbau von Buchweizen in der Zeit der Moorpioniere gezeigt. Durch die Dörfer ziehen sich Moorgräben mit Inseln. Einen Blick ins weitgehend von Birkenbewuchs befreite (vgl. den Flurnamen „Berkenrode“) Moor ermöglicht die Spitze der Feldbahn-Wendeschleife.
Im Frühjahr blüht im Außengelände das Wollgras, im Spätsommer die Heide (Calluna). Zu Fuß kann man im Frühjahr teilweise haushoch gewachsene, üppig blühende Rhododendronbüsche betrachten.

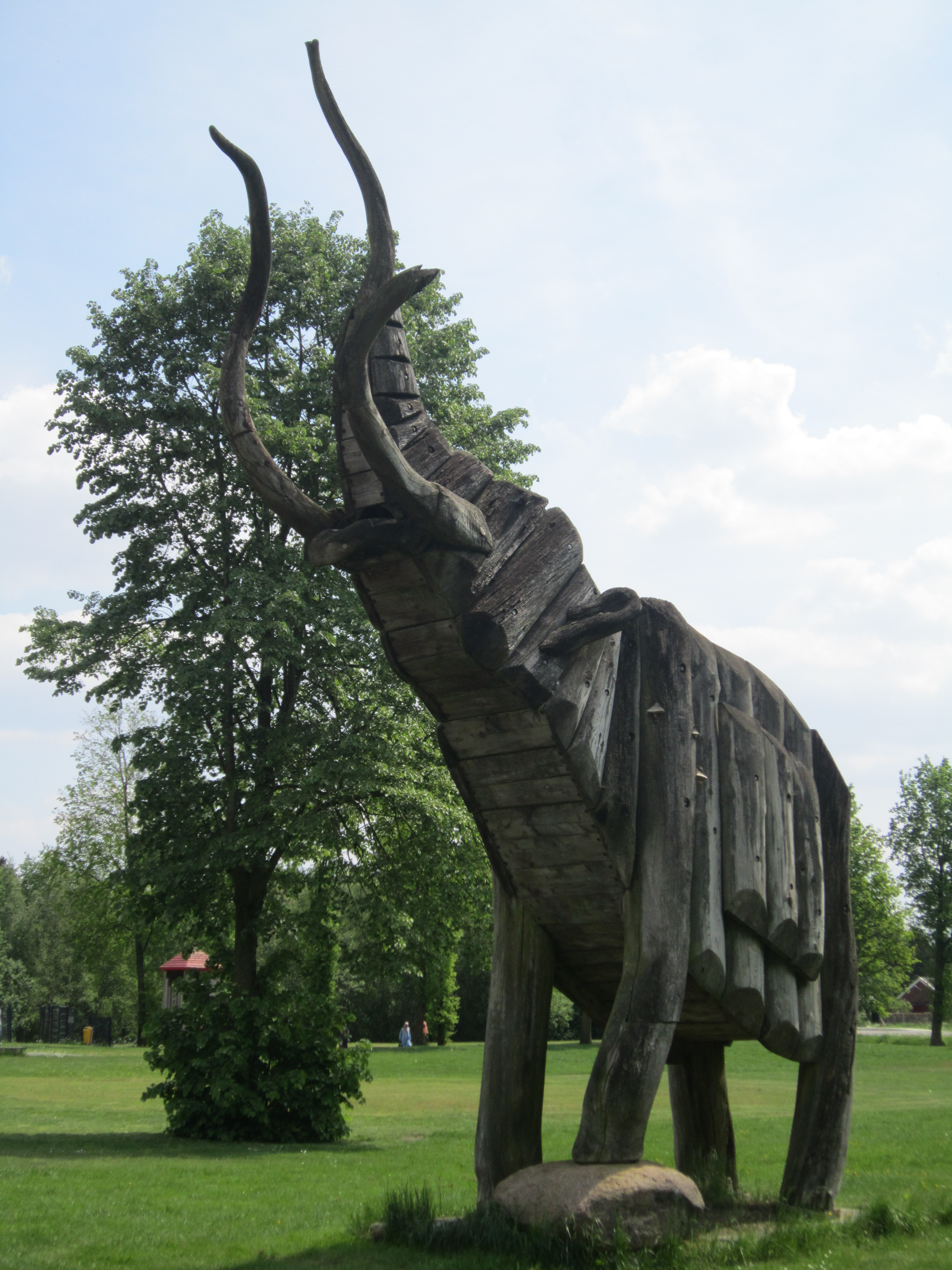
Elefant – Skulptur beim Eingang
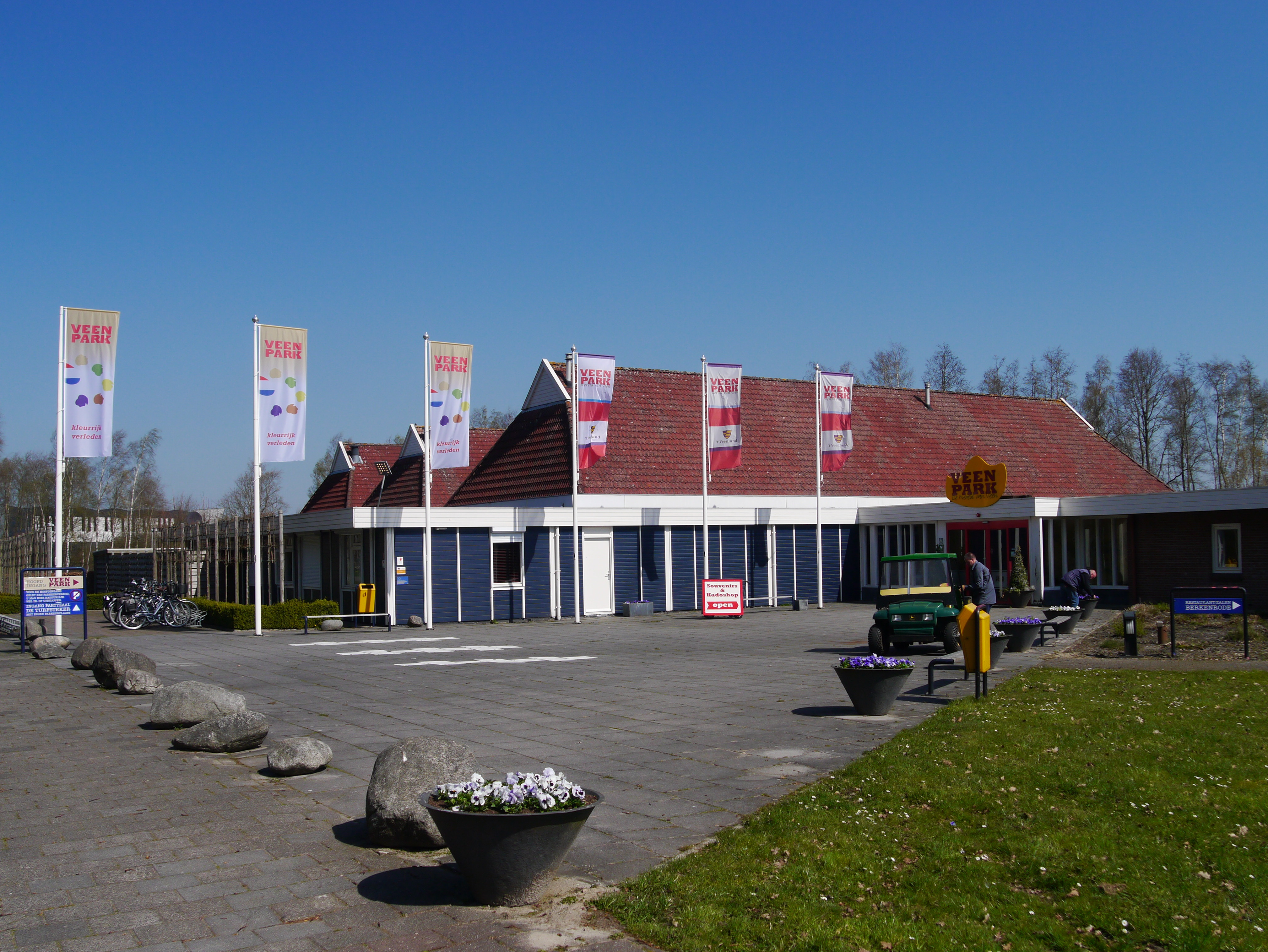
Eingangsgebäude
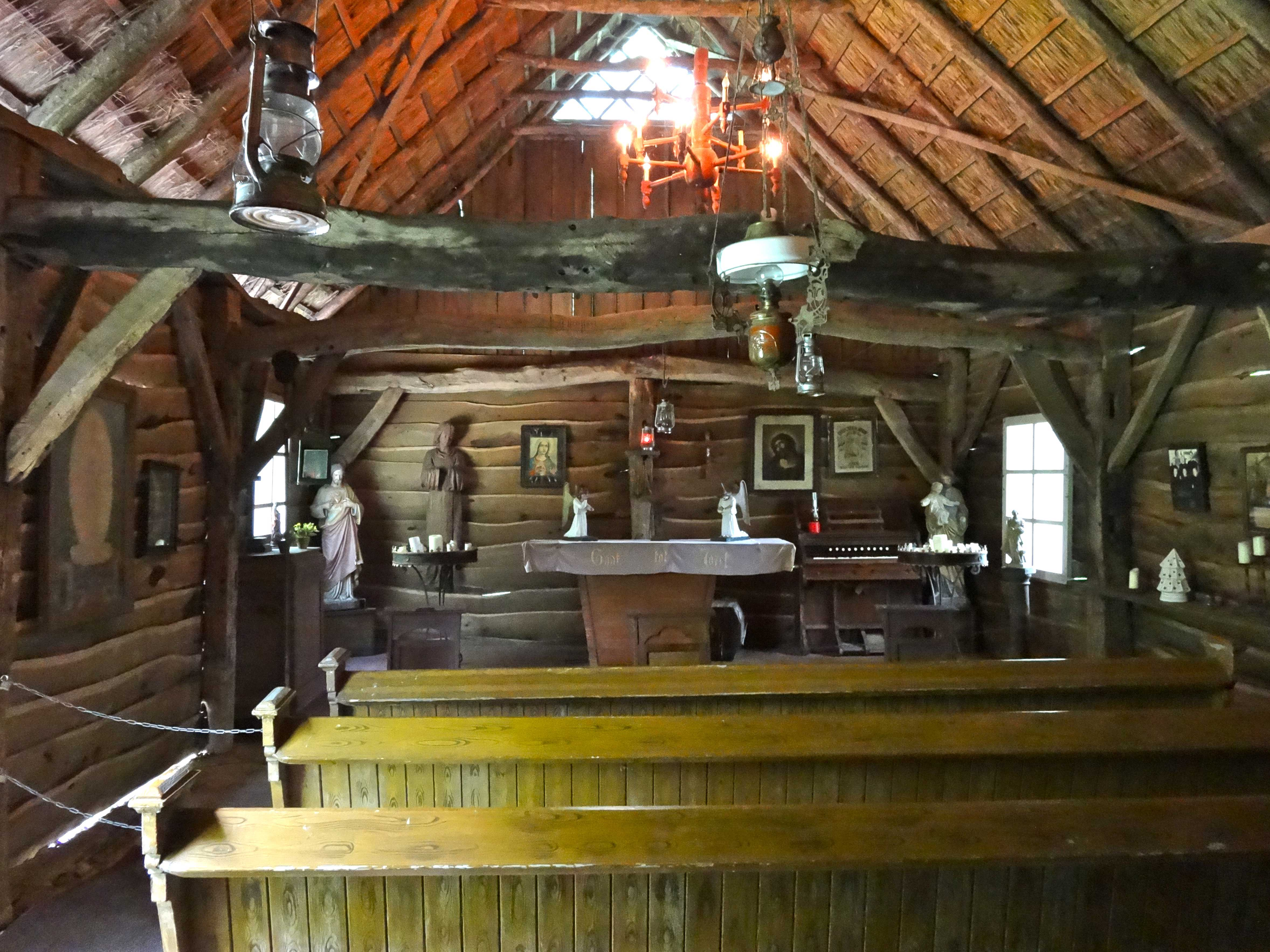
Schuurkirche
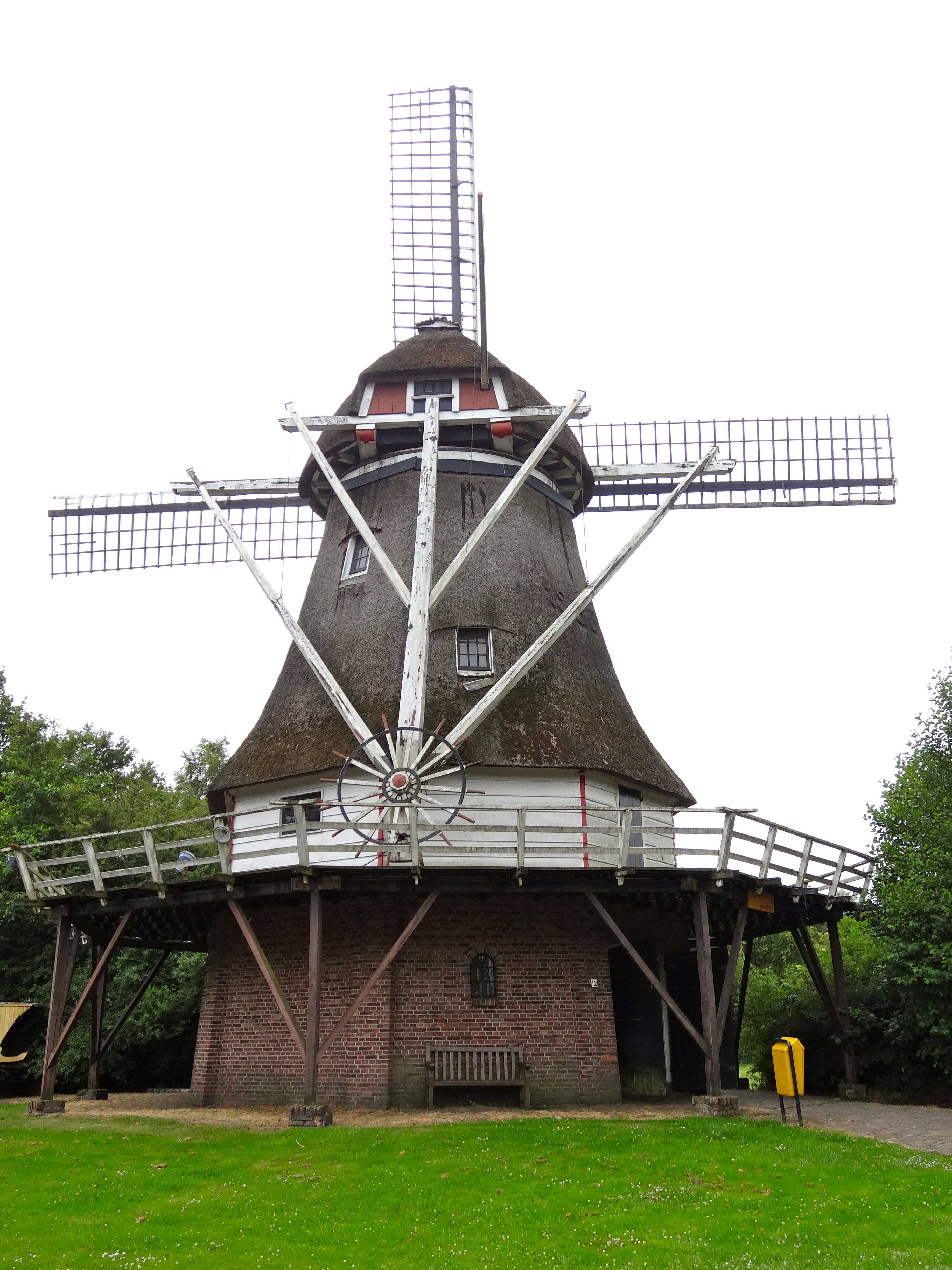
Mühle De Berk
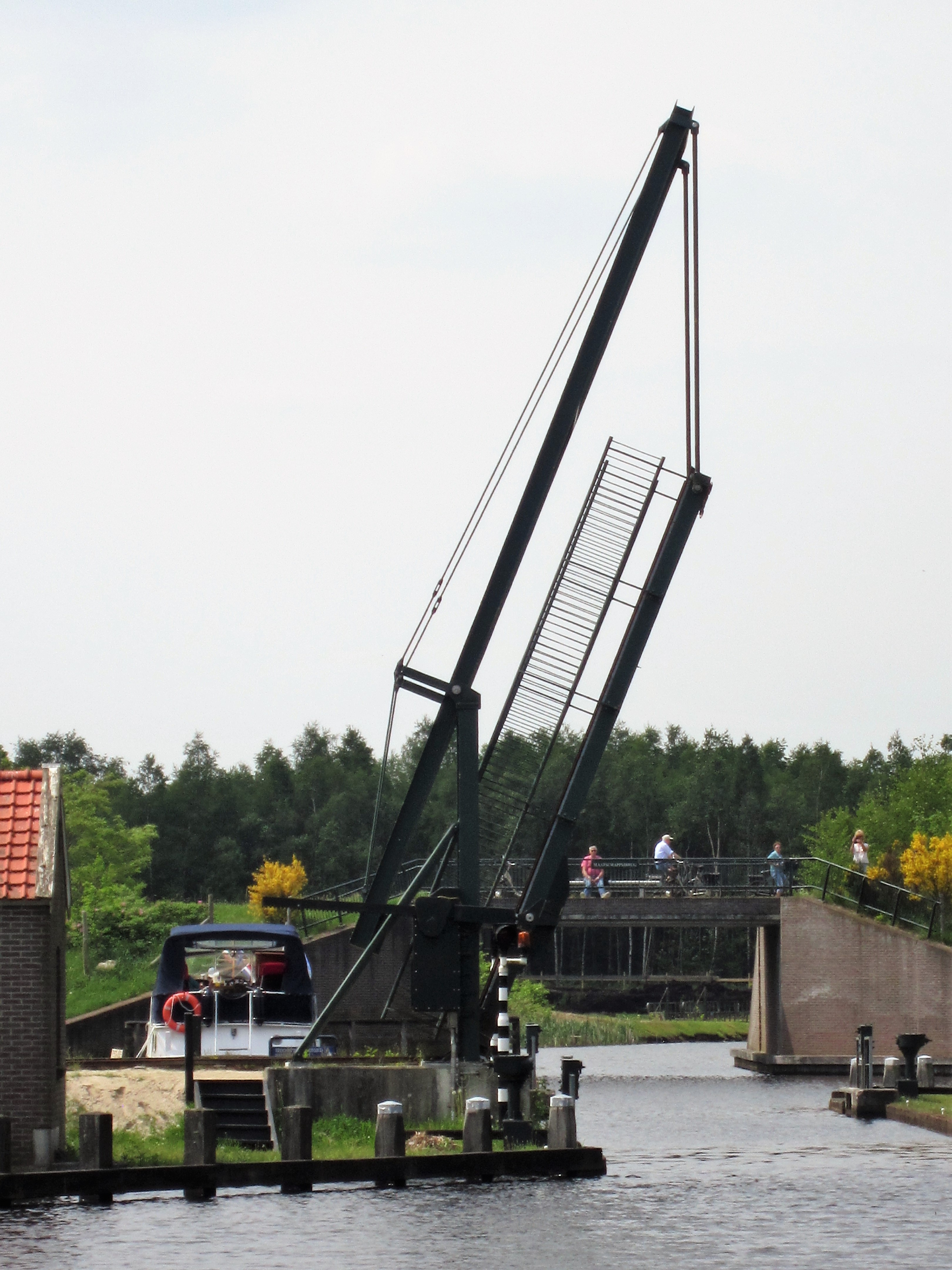
Klappbrücke über den Veenparkkanaal
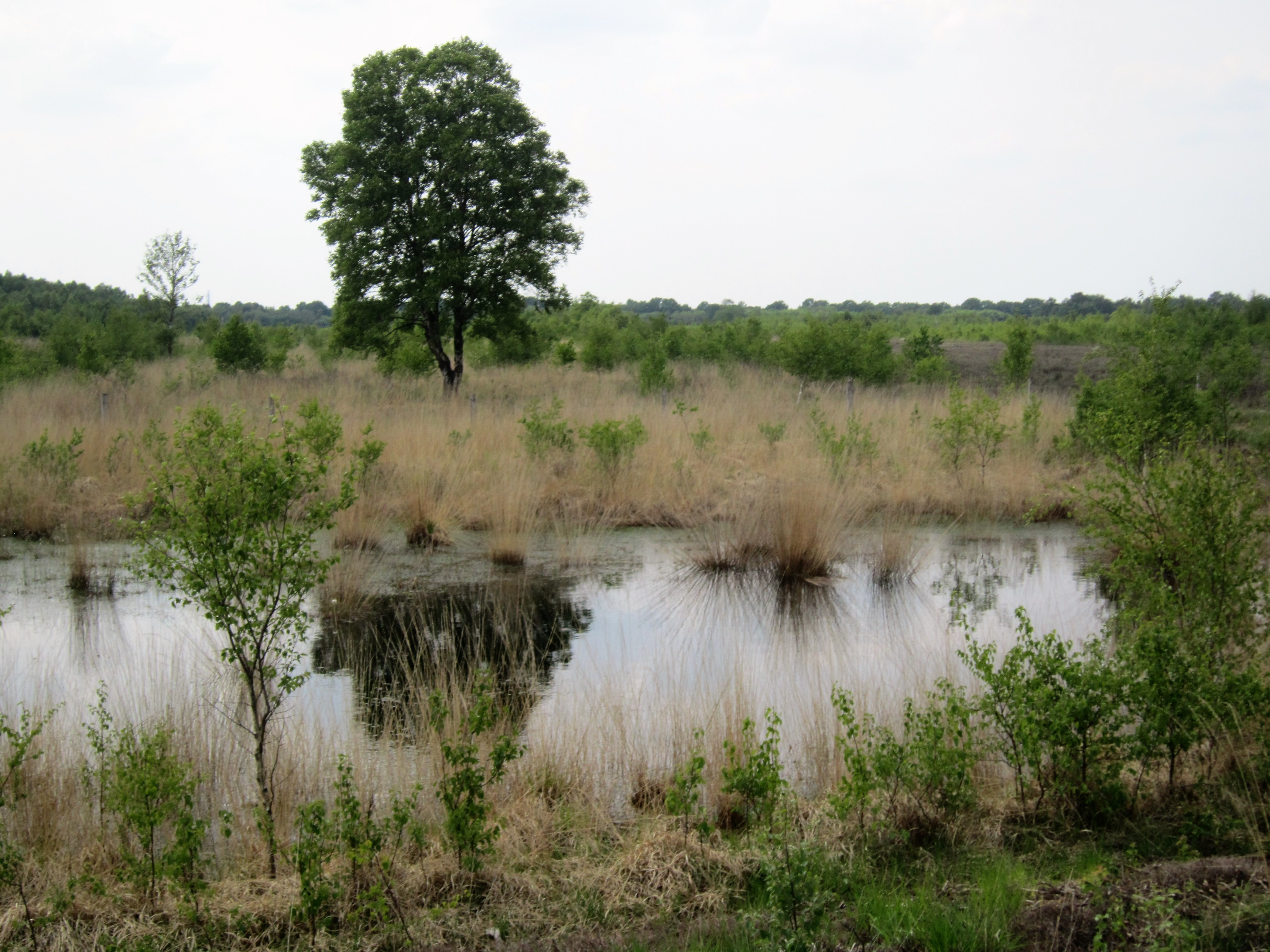
Blick aus der Feldbahn auf das Hochmoor
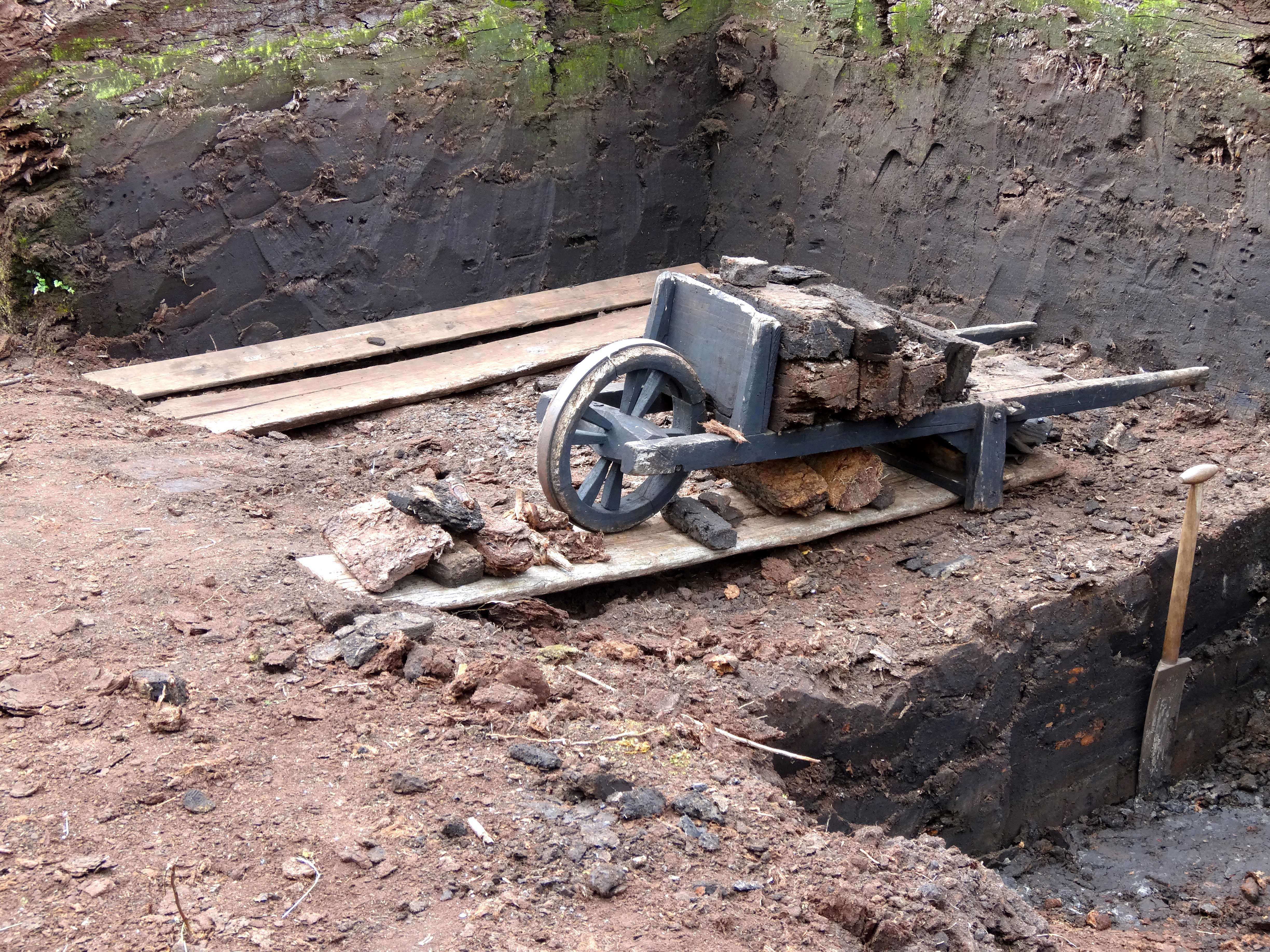
Torfstich mit Schubkarre

## Fortbewegungsformen
Die Siedlungen ’t Aole Compas und Bargemond kann man zu Fuß besichtigen. Der Bereich nordwestlich der Klappbrücke ist nur durch die Feldbahn erreichbar, aus der man nur an der Haltestelle Calluna aussteigen darf.
Insgesamt erleichtern drei Verkehrsmittel die Betrachtung der Bauten, der Arbeitsplätze und der natürlichen Umgebung: Zwei von der Eerste Drentse vereniging van Stoomliefhebbers (EDS) bereitgestellte, zumeist von Diesellokomotiven angetriebene Schmalspurbahnen und ein umgebautes Torfschiff.
Zwischen dem Eingangsbereich und den beiden Museumsdörfern verkehrt ab dem nahegelegenen Bahnhof Berkenrode eine historische „Straßenbahn“ (parktrein). Mit einer Feldbahn (veentrein) führt, ebenfalls ab dem Bahnhof Berkenrode, die Fahrt am Harmoniummuseum vorbei über eine Klappbrücke über den Veenparkkanaal zu einem Handtorfstich an der Haltestelle Calluna. Das ehemalige Torfschiff pendelt zwischen der Klappbrücke und der Haltestelle ’t Aole Compas, wo man in die „Straßenbahn“ umsteigen kann, auf dem Veenparkkanaal hin und her.

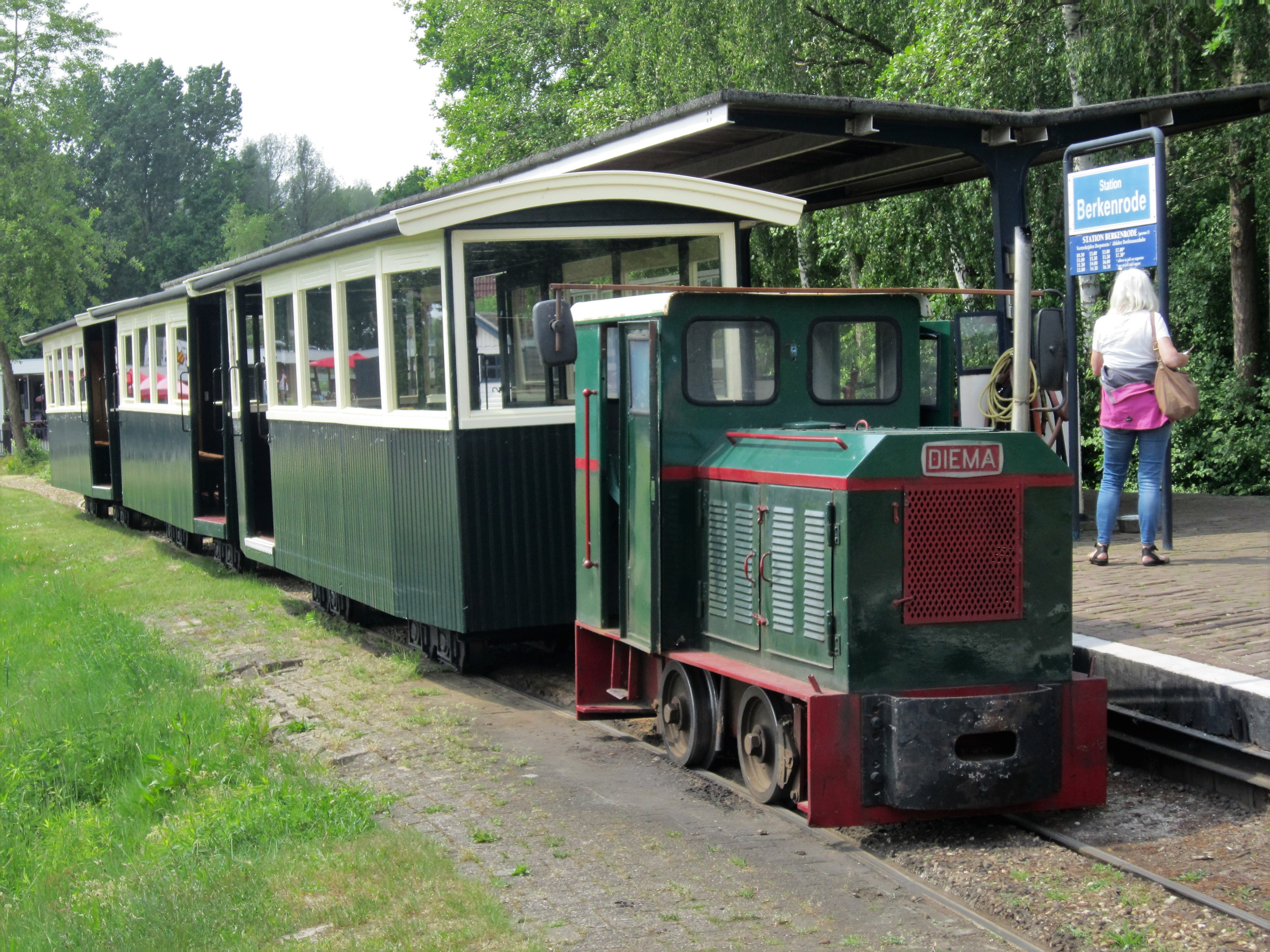
„Straßenbahn“ an der Haltestelle „Berkenrode“
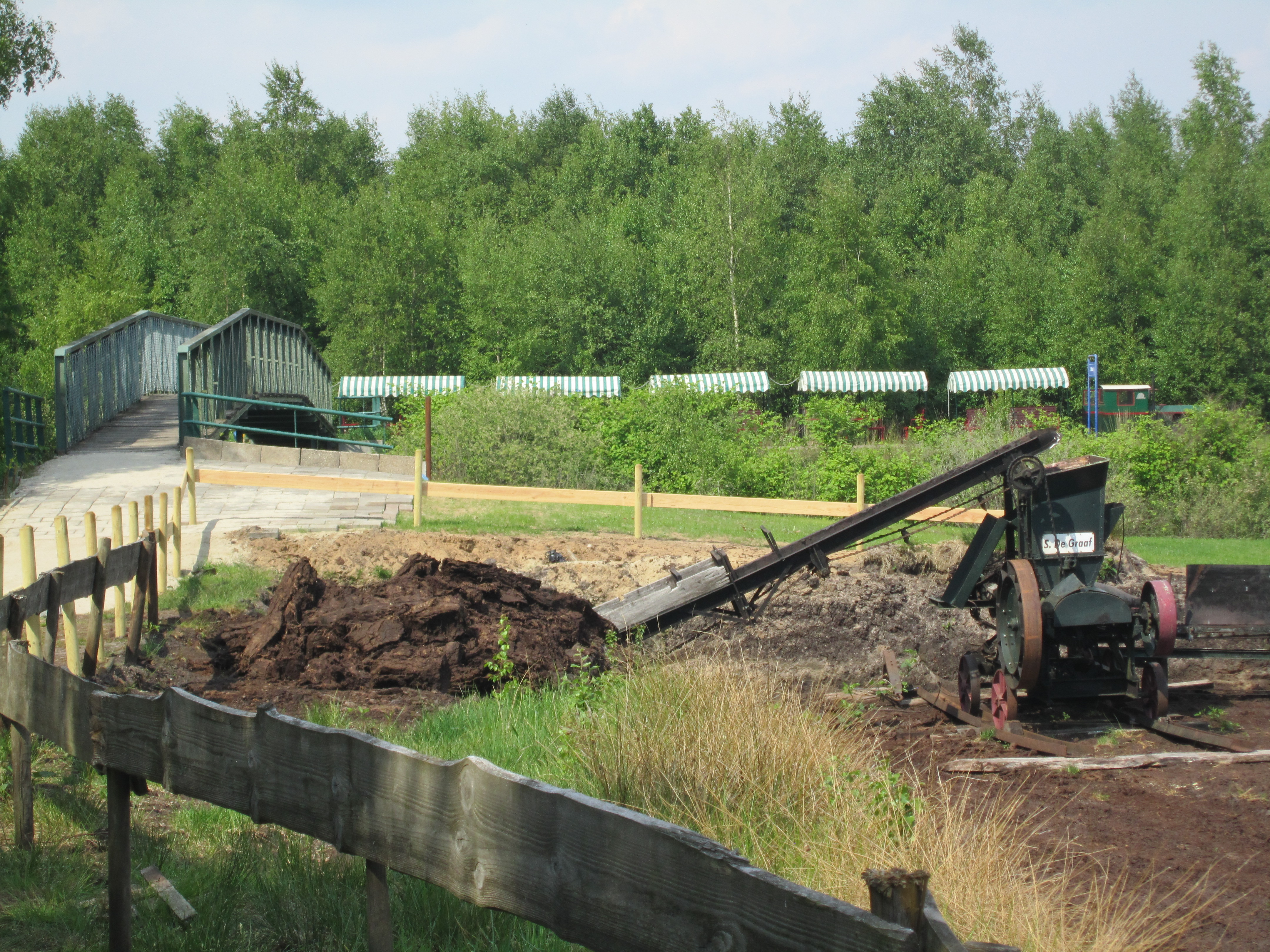
Feldbahn an der Haltestelle „Calluna“
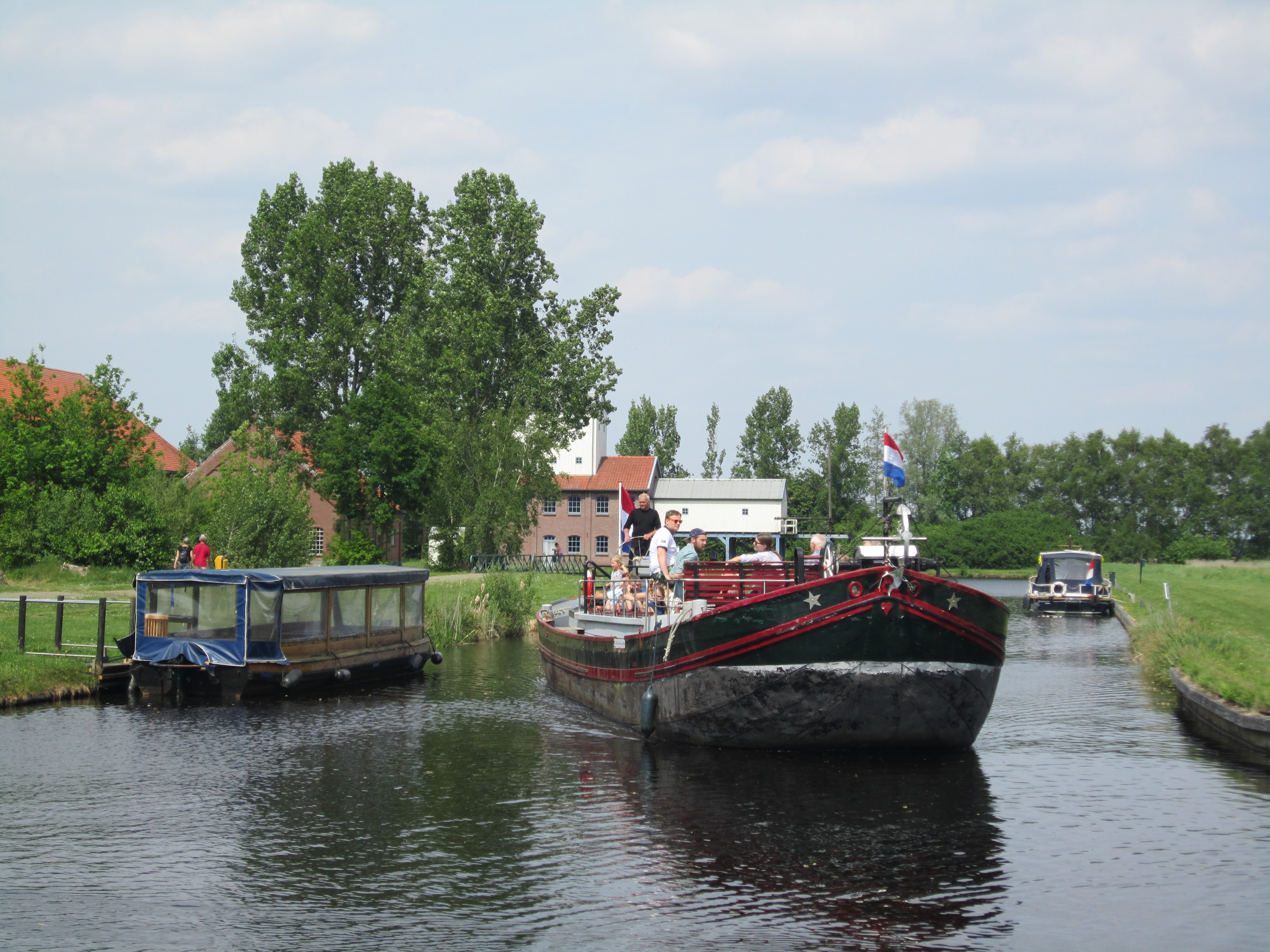
Umgebautes Torfschiff auf dem Veenparkkanaal